# 中ぐり盤
中ぐり盤（なかぐりばん、英語: boring machine）とは、工作機械の一種。主軸に取り付けられた中ぐりバイトに回転運動を与え、工作物もしくはバイトに切り込み運動を与えて、中ぐり加工を行う機械である。
中ぐり加工は、ドリルや鋳抜きなどで開けられた穴の精度を向上させる、穴寸法を大きくする際など行う。中ぐり盤自体は中ぐり加工以外に、フライス削りや正面削りも行える。

## 中ぐり盤の種類
- 横中ぐり盤
  - テーブル型横中ぐり盤
  - フロア型横中ぐり盤
- 精密中ぐり盤
- ジグ中ぐり盤